# Glicyteina
Glicyteina – organiczny związek chemiczny z grupy O-metyloizoflawonów, które stanowią 5–10% całkowitej zawartości izoflawonów w sojowych produktach spożywczych. Glicyteina jest fitoestrogenem o słabej aktywności estrogenowej, porównywalnej do innych izoflawonów sojowych.